# Weygoldtia condao
Weygoldtia condao — вид павукоподібних з ряду фринів (Amblypygi). Описаний у 2022 році.

## Назва
Видова назва condao вказує на типовий ареал виду.

## Поширення
Ендемік В'єтнаму. Виявлений у національному парку Кондао на острові Коншон в архіпелазі Кондао у Південно-Китайському морі.